# 캐세이드래곤 항공
캐세이드래곤 항공(중국어 정체자: 港龍航空, 영어: Cathay Dragon)은 홍콩의 항공사로 캐세이퍼시픽 항공과 에어홍콩의 자회사다. 본사는 홍콩 국제공항에 있다. 2016년 1월 28일에 사명이 변경되었으며, 이전 사명은 홍콩 드래곤 항공이었다.

## 역사

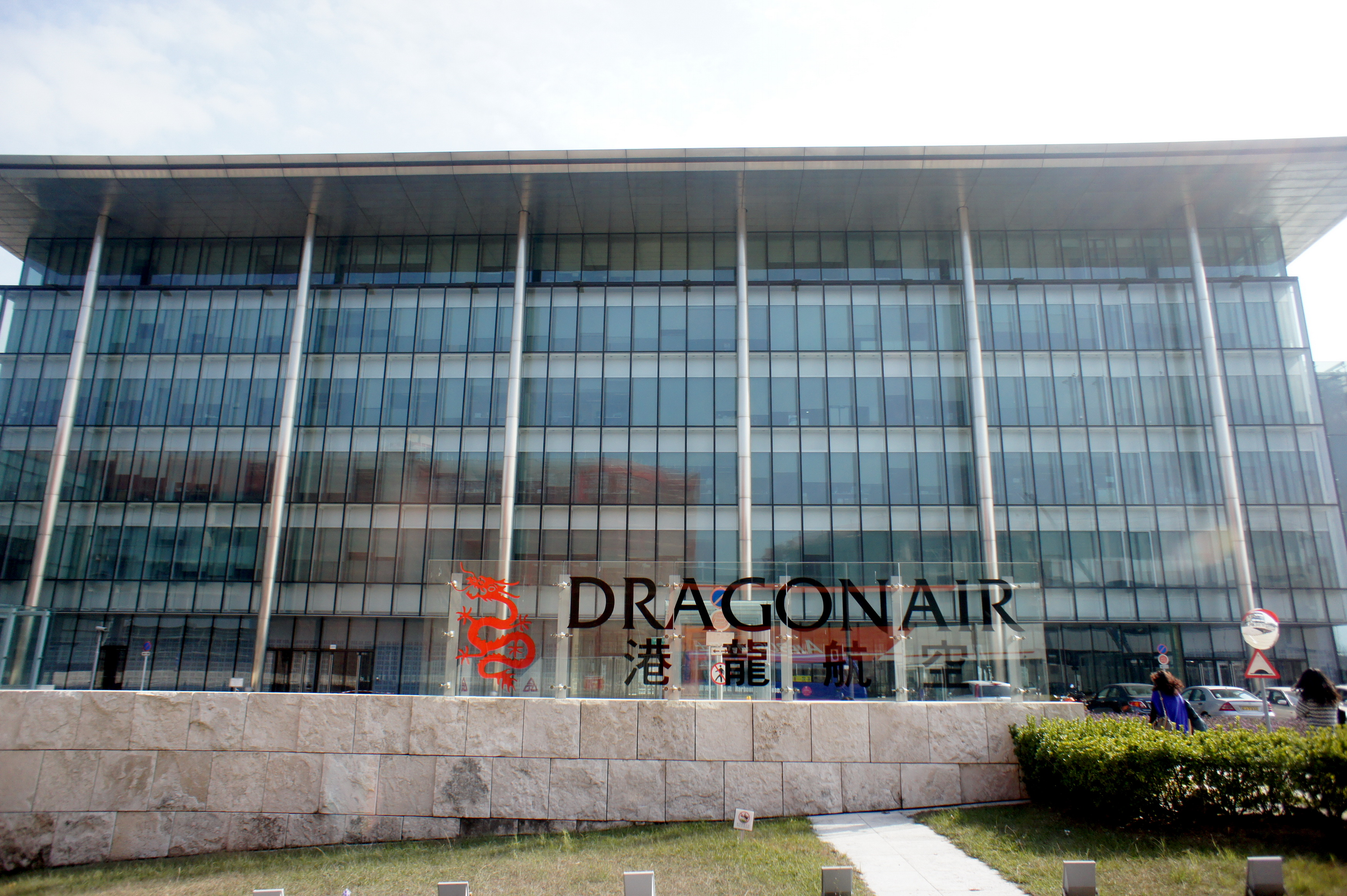
캐세이드래곤 항공의 본사

1985년 5월 홍콩 마카오 국제투자 유한공사(Hong Kong Macau International Investment Corporation)가 출자 하면서 설립했다. 같은 해 7월에 말레이시아 코타키나발루 노선에 보잉 737-200 ADV기 1대로 운항을 개시한다. 1986년에 태국 푸켓에 정기편과 전세편 형식으로 중국 내 6개 도시에 노선 연장을 개시했다.
1990년에 주신태부유한공사(CITIC Pacific), 스와이어 그룹(Swire Group), 캐세이퍼시픽 항공이 주식의 89%를 취득, 이후 스와이어 그룹 기업으로서 동 그룹 산하, 캐세이퍼시픽 항공과 밀접한 업무 제휴 관계에 놓인다. 1997년에는, 캐세이퍼시픽 항공의 위탁 업무인 화물 부문을 자사 부문으로서 설립하게 된다. 1999년에 마일리지 프로그램인 아시아 마일즈에 참가하게 된다.
일찍이 캐세이드래곤 항공에 있어서 자본 비율은, 중국항공집단 유한공사(China National Aviation Holding Company Ltd.)가 43.29%, 주신태부유한공사(CITIC Pacific Ltd.)가 28.50%, 태고고분유한공사(Swire Pacific Ltd.)가 7.71%, 캐세이퍼시픽 항공(Cathay Pacific Airlines Ltd.)이 17.79%, 그 외 각각 2.71%를 보유하고 있다.
2006년 6월 9일 캐세이퍼시픽 항공과 중국국제항공과 사이에 자본의 상호 제휴 등을 해 그 일환으로 캐세이퍼시픽 항공이 100% 출자하는 완전 자회사가 되는 것을 발표하였고 이에 따라 상호를 현재의 사명으로 변경하였으며 이를 계기로 캐세이퍼시픽 항공이 진출할 수 없었던 상하이 노선 등에 진출하게 되었고 2007년 11월 1일에 세계적인 항공 동맹체인 원월드에 제휴 항공사로 정식 가입하게 되었다.
한때 보잉 747-200F, 보잉 747-300F, 보잉 747-400BCF 화물기도 보유했으나, 2009년에 화물 부문이 캐세이퍼시픽 항공과 통합하면서 현재는 전량 퇴역한 상태이다. 대한민국에는 부산과 제주에만 취항 중이며 부산에는 2007년, 제주에는 2012년에 첫 취항했다.
2019년 말부터 세계적으로 퍼진 코로나19 범유행 사태로 여객수요 감소와 존속의 어려움으로 인하여 2020년 10월 21일, 모기업인 캐세이퍼시픽 항공이 캐세이드래곤 항공을 흡수, 결합하기로 하였으며 다음 날인 10월 22일을 기해 캐세이드래곤 항공의 운영을 공식적으로 종료하였다.

## 운항 노선
- 2012년 1월 현재 캐세이드래곤 항공은 다음과 같은 노선을 취항하고 있다.

### 코드쉐어 협정
- 캐세이드래곤 항공은 다음과 같은 항공사에 코드쉐어 협정을 하고 있다.[2][3]

| - S7 항공 (원월드) - 말레이시아 항공 (원월드) - 방콕 항공 - 선전 항공 (스타얼라이언스) - 에어 캐나다 (스타얼라이언스) - 일본항공 (원월드) - 중국국제항공 (스타얼라이언스) - 캐세이퍼시픽 항공 모회사, (원월드) - 콴타스 항공 (원월드) - 핀에어 (원월드) |

## 보유 기종
- 2020년 10월 파산 전까지 캐세이드래곤 항공은 다음의 항공기를 보유하였다.[5][6]

## 같이 보기
- 홍콩의 항공사 목록
- 홍콩의 교통

## 사진

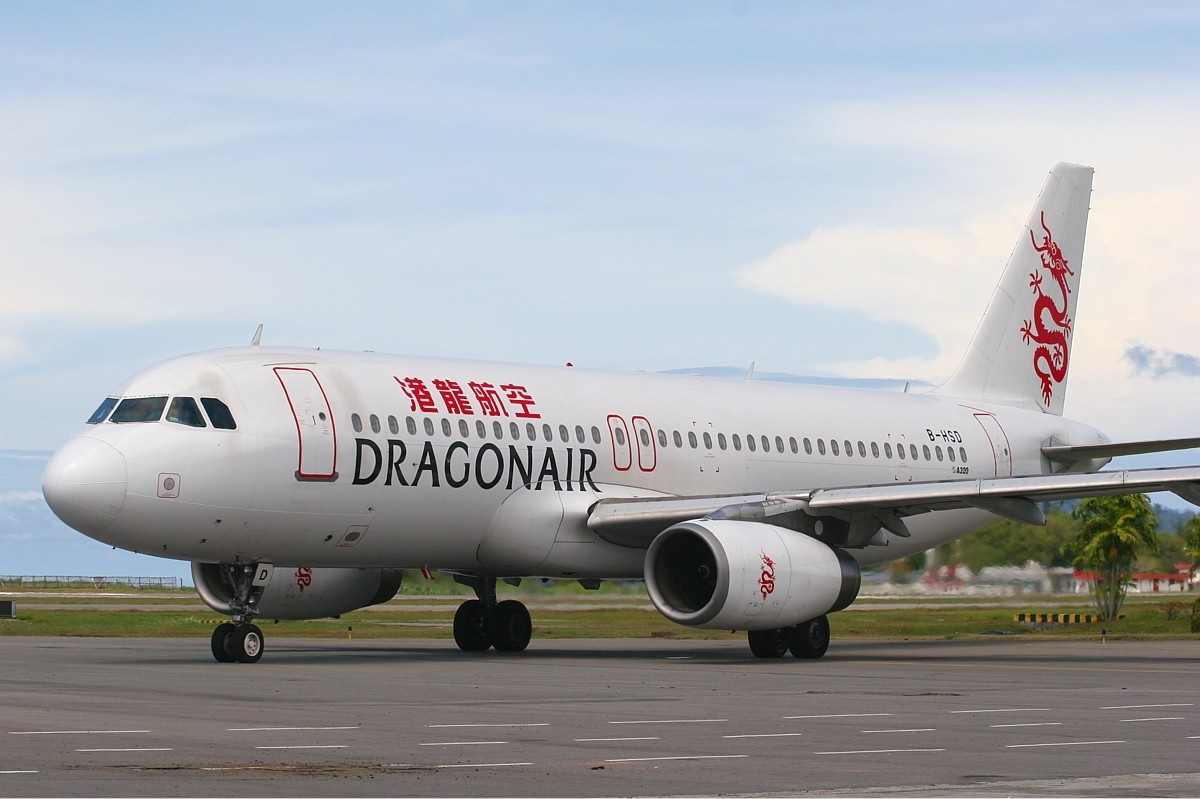
캐세이드래곤 항공의 에어버스 A320-200 (퇴역)
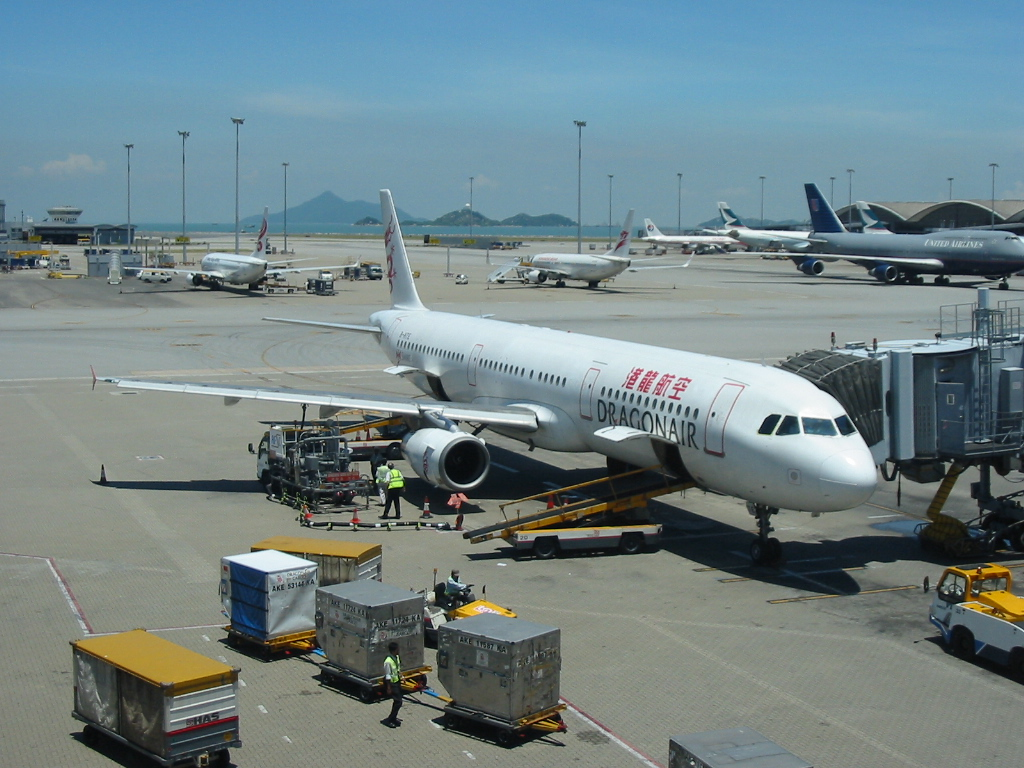
캐세이드래곤 항공의 에어버스 A321-200 (퇴역)
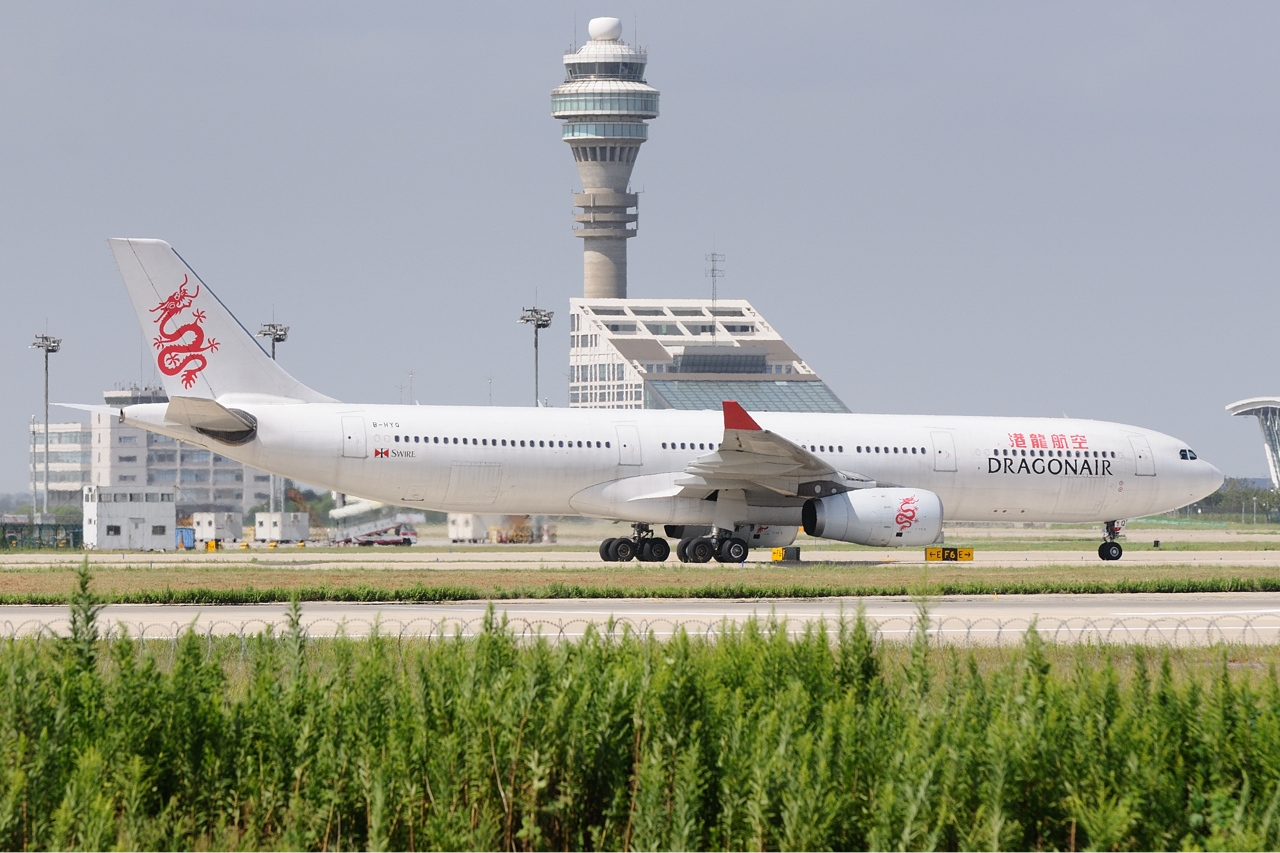
캐세이드래곤 항공의 에어버스 A330-300 (퇴역)
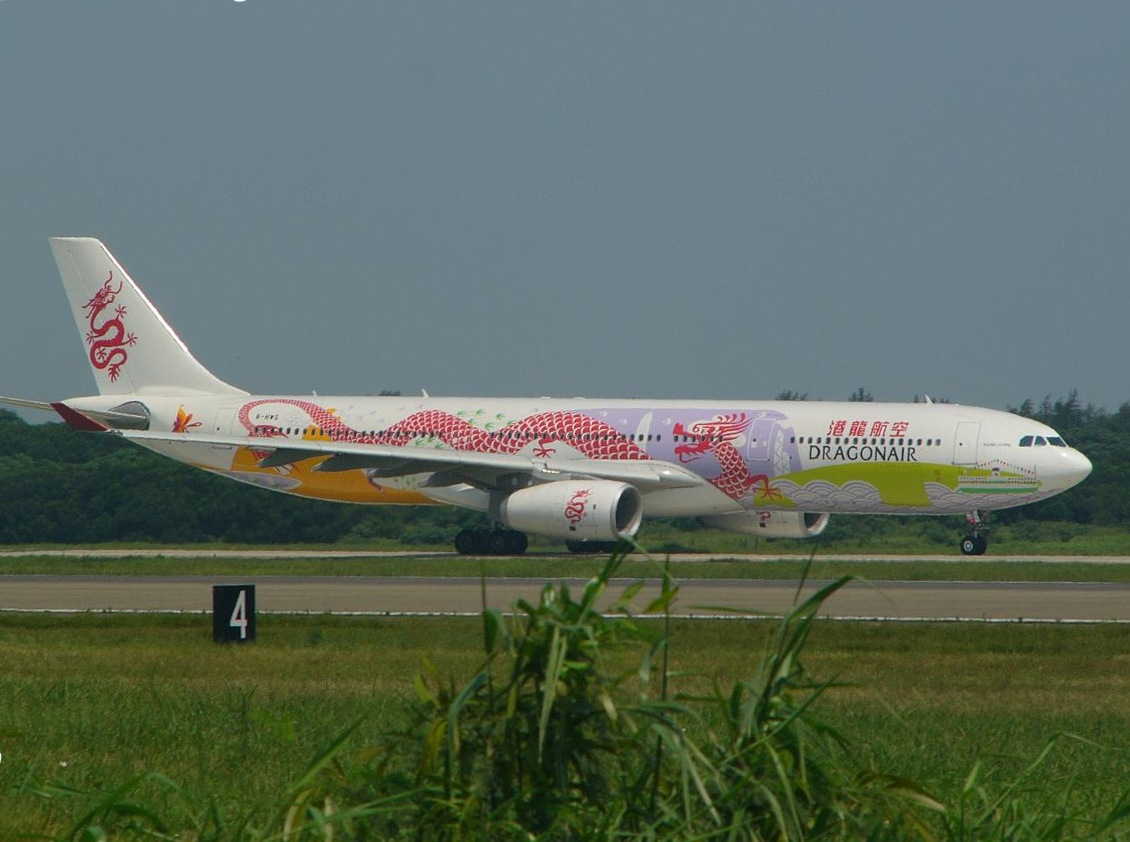
특별도장을 한 캐세이드래곤 항공의 에어버스 A330-300 (퇴역)
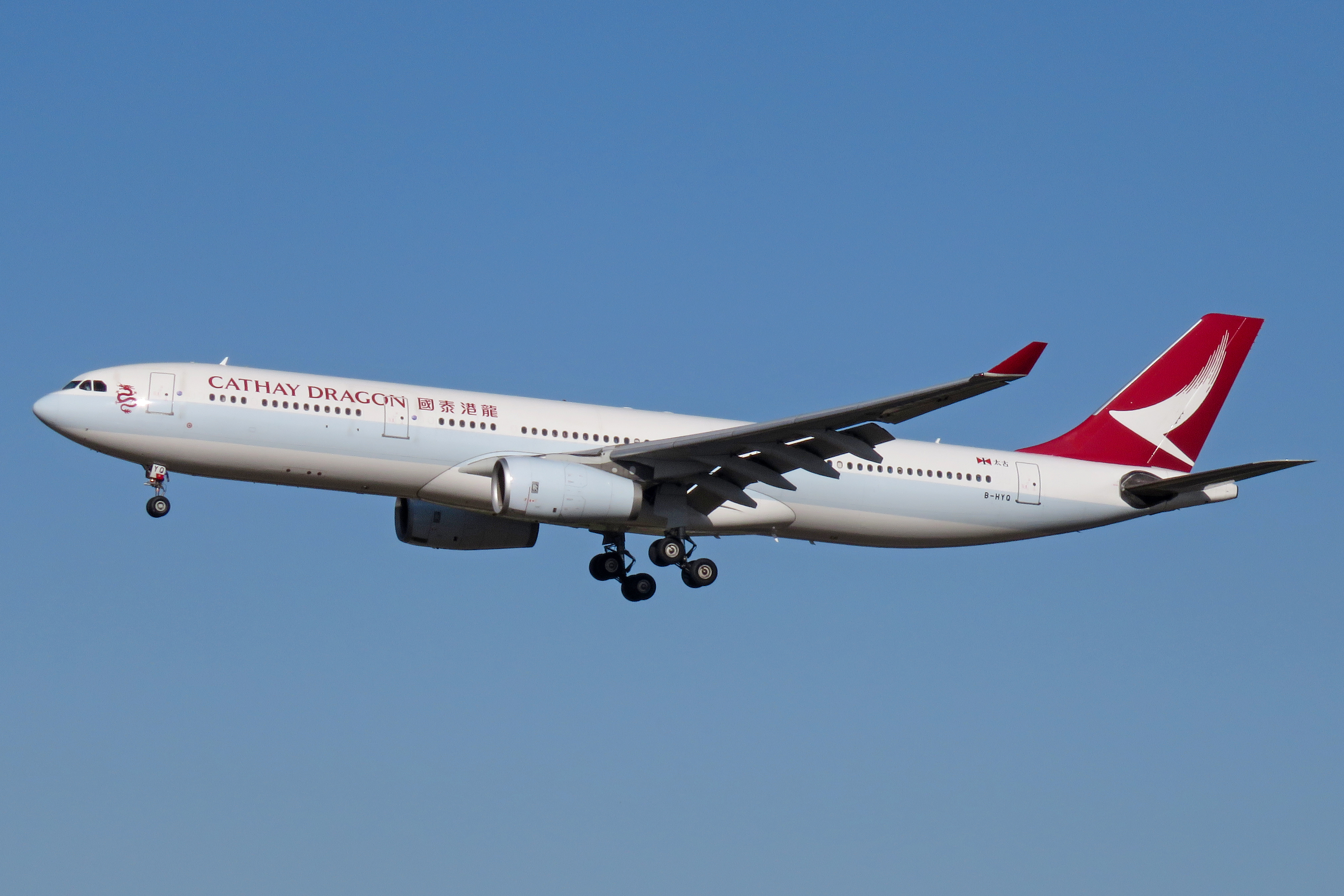
캐세이드래곤 항공의 에어버스 A330-300 (퇴역)
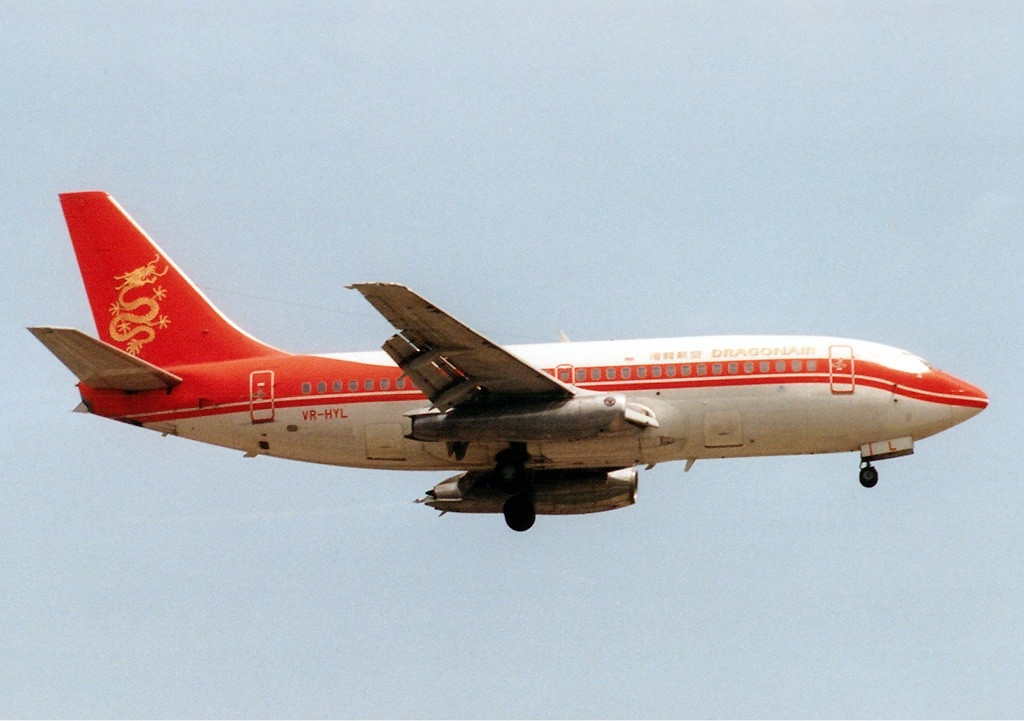
캐세이드래곤 항공의 보잉 737-200 (구도장, 퇴역)